# Герб Бикинского района
Герб муниципального образования Бикинский муниципальный район Хабаровского края Российской Федерации.
Герб утверждён Решением № 10 Собрания депутатов Бикинского муниципального района 15 апреля 2015 года.
Герб внесен в Государственный геральдический регистр Российской Федерации за № 10509

## Описание герба
«В зелёном поле золотой, летящий в перевязь фазан с распростёртыми крыльями с червлёным глазом и чёрной головой, окруженный девятью золотыми с червлёными сердцевинами цветками адониса весеннего (адониса амурского)».

## Описание символики герба
Толкование символики герба Бикинского района:
Летящий фазан – символ многообразия и богатства фауны района – многие виды животных и пернатых Востока России находятся под охраной и занесены в Красную Книгу РФ. Фазан - это символ удачи и процветания, он ассоциируется с солнцем, светом, достоинством. Кроме того, это символ добродетели, красоты. Считается, что фазан способен к перерождению в птицу Феникс – символ возрождения, воскрешения. Летящий фазан – символ стремления вперёд, ввысь, к вершинам познания и процветания - символ стремления граждан района к творческому развитию в труде, искусстве, культуре.
Разбросанные по зелёному полю по кругу девять цветов адониса весеннего символизируют девять поселений района. Адонис символизирует весну, возрождение, воскрешение. Кроме того, цветок адониса, в данном случае – символ богатства растительного мира Бикинского района и поймы реки Бикин.
Герб состоит из четырех геральдических цветов: зелёного, золотого (жёлтого), черни и пурпурного.
Зелёный цвет – символ лесных богатств Бикинского муниципального района. Зеленый цвет символизирует природу, здоровье, жизненный рост, возрождение, изобилие.
Золото символизирует солнце, тепло, радость, силу, урожай, богатство, стабильность.
Чернь – символ мудрости, скромности, честности, благоразумия.
Пурпур – символ благородства, славы, достоинства, памяти.

## История герба

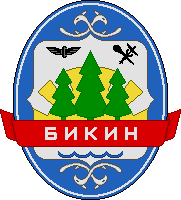
Герб Бикинского муниципального района и города Бикин (2001 год)

В 2001 году через районную газету «Бикинский вестник» администрация района объявила конкурс о проекте герба района. Победителем конкурса стал местный художник Эдуард Олькин.
Решением № 36 Собрания депутатов Бикинского муниципального района 23 мая 2001 года герб Бикинского муниципального района и города Бикина был утверждён. Герб района и города имел следующее описание «В лазоревом овальном с внутренней серебряной каймой щите серебряный с выступами в центрах сторон прямоугольник, в котором часть золотой шестерни, обременённая тремя зелёными елями, средняя из которых выше и больше, сопровождаемые справа вверху чёрным крылатым колесом, слева вверху — чёрными скипетром и булавой накрест, внизу — укороченным шиповидным нитевидным лазоревым поясом; прямоугольник вверху и внизу сопровождён двумя серебряными рыбами накрест. Щит внизу обременён червлёной лентой с серебряной надписью „Бикин“».